# Amiens SC
Amiens Sporting Club är en fransk fotbollsklubb från Amiens. Klubben grundades 1901 och spelar sedan säsongen 2020/2021 i Ligue 2. Hemmamatcherna spelas på Stade de la Licorne.

## Historia
Amiens Athlétic Club (AAC) grundades 1901 av en grupp spelare från Association du Lycée d'Amiens, franska skolpojkemästare 1902, 1903 och 1904. AAC krossade sina allra första motståndare, Saint-Quentin med 13–0 några månader efter skapandet. I april 1902 inrättades Comité de Picardie de l'U.S.F.S.A av den dåvarande presidenten för AAC (Henri-Frédéric Petit). AAC dominerade den tidiga USFSA-ligan under de första 12 säsongerna. År 1909 fick klubben en spelplan, på Henry Daussy Park, vilket möjliggjorde en publik på över 1 000 åskådare.
1933 fick klubben sin första professionella avdelning, som senare övergavs 1952, innan man återigen blev en professionell förening 1993. Sedan de första dagarna har AAC genomgått två namnändringar: 1961 till Sporting Club d'Amiens, och 1989 till Amiens Sporting Club. Amiens spelade i Ligue 2 mellan 2001 och 2009.
Efter haft några tuffa säsonger i lägre divisioner återkom laget till den andra divisionen i fransk fotboll till säsongen 2016–2017, efter att man hamnat på 3:e plats i Championnat National. Deras första säsong tillbaka i Ligue 2 var den mest framgångsrika någonsin, eftersom man slutade som tvåa och således flyttades upp till Ligue 1 för första gången någonsin. Amiens första säsong i Ligue 1 slutade med en bekväm 13:e plats.
Under säsongen 2018/2019 slutade Amiens på 15:e plats på tabellen och säkrade sin överlevnad efter en 2-1-seger över redan nedflyttade EA Guingamp.

## Spelare

### Truppen 2023/2024
| Nr | Land                         | Pos | Namn                                     |
| -- | ---------------------------- | --- | ---------------------------------------- |
| 1  | Frankrike                    | MV  | Régis Gurtner                            |
| 2  | Mali                         | F   | Mamadou Fofana                           |
| 3  | Sverige                      | F   | Sebastian Ring                           |
| 4  | Ghana                        | F   | Nicholas Opoku                           |
| 5  | Nederländerna                | F   | Osaze Urhoghide                          |
| 6  | Frankrike                    | MF  | Mamadou Fofana                           |
| 7  | Frankrike                    | MF  | Antoine Leautey                          |
| 8  | Burkina Faso                 | A   | Abdoul Tapsoba (lån från Standard Liège) |
| 9  | Centralafrikanska republiken | A   | Louis Mafouta                            |
| 10 | Kongo-Kinshasa               | A   | Gaël Kakuta                              |
| 11 | Frankrike                    | A   | Maxime Do Couto                          |
| 13 | Marocko                      | F   | Mohamed Jaouab                           |
| 14 | Frankrike                    | F   | Sébastien Corchia                        |
| 15 | Benin                        | F   | Youssouf Assogba                         |
| 16 | Frankrike                    | MV  | Alexis Sauvage                           |

| Nr | Land            | Pos | Namn                                         |
| -- | --------------- | --- | -------------------------------------------- |
| 17 | Frankrike       | A   | Mounir Chouiar (lån från Ludogorets Razgrad) |
| 20 | Frankrike       | F   | Kylian Kaïboué                               |
| 23 | Frankrike       | F   | Abdourahmane Barry                           |
| 24 | Frankrike       | MF  | Jérémy Gelin                                 |
| 25 | Frankrike       | MF  | Owen Gene                                    |
| 26 | Marocko         | F   | Ayoub Amraoui (lån från Nice)                |
| 27 | Komorerna       | MF  | Rayan Lutin                                  |
| 29 | Kamerun         | MF  | Frank Boya                                   |
| 30 | Frankrike       | MV  | Matthieu Rongier                             |
| 32 | Frankrike       | A   | Darell Tokpa                                 |
| 38 | Frankrike       | A   | Yvan Ikia Dimi                               |
| 45 | Elfenbenskusten | MF  | Ibrahim Fofana                               |
| 55 | Marocko         | MF  | Ayman Ouhatti                                |
| 99 | England         | A   | Andy Carroll                                 |